# Forêt d'Hérival
Pour les articles homonymes, voir Hérival.
La forêt d'Hérival est un massif forestier d'environ 700 hectares dont 485 hectares de forêt domaniale située dans les Vosges.

## Toponymie
La forêt domaniale tire son nom de l'ancien prieuré d'Hérival établi dans la haute vallée de la Combeauté remontant au XIe siècle et qui a disparu lors de la Révolution française. Le monument actuel d'Hérival est le vestige d'un ensemble de bâtiments qui constituèrent pendant des siècles le prieuré d'Hérival. C’est aujourd'hui une propriété privée dont le bâtiment n'est pas classé monument historique.
Anciennement mentionné : Hirsute vallis (1211), Yrevals (1301), Hierewallis (1303), Yerwalx (1394), Hierval (1447), Irevalz (1447), Yreval (1470), Hereval (1571), Herival (1594), Ervault (1648), Ervaul (xviie siècle), Hérival... son ancien nom est Aprevaux (1753), Erival (xviiie siècle).

## Géographie physique

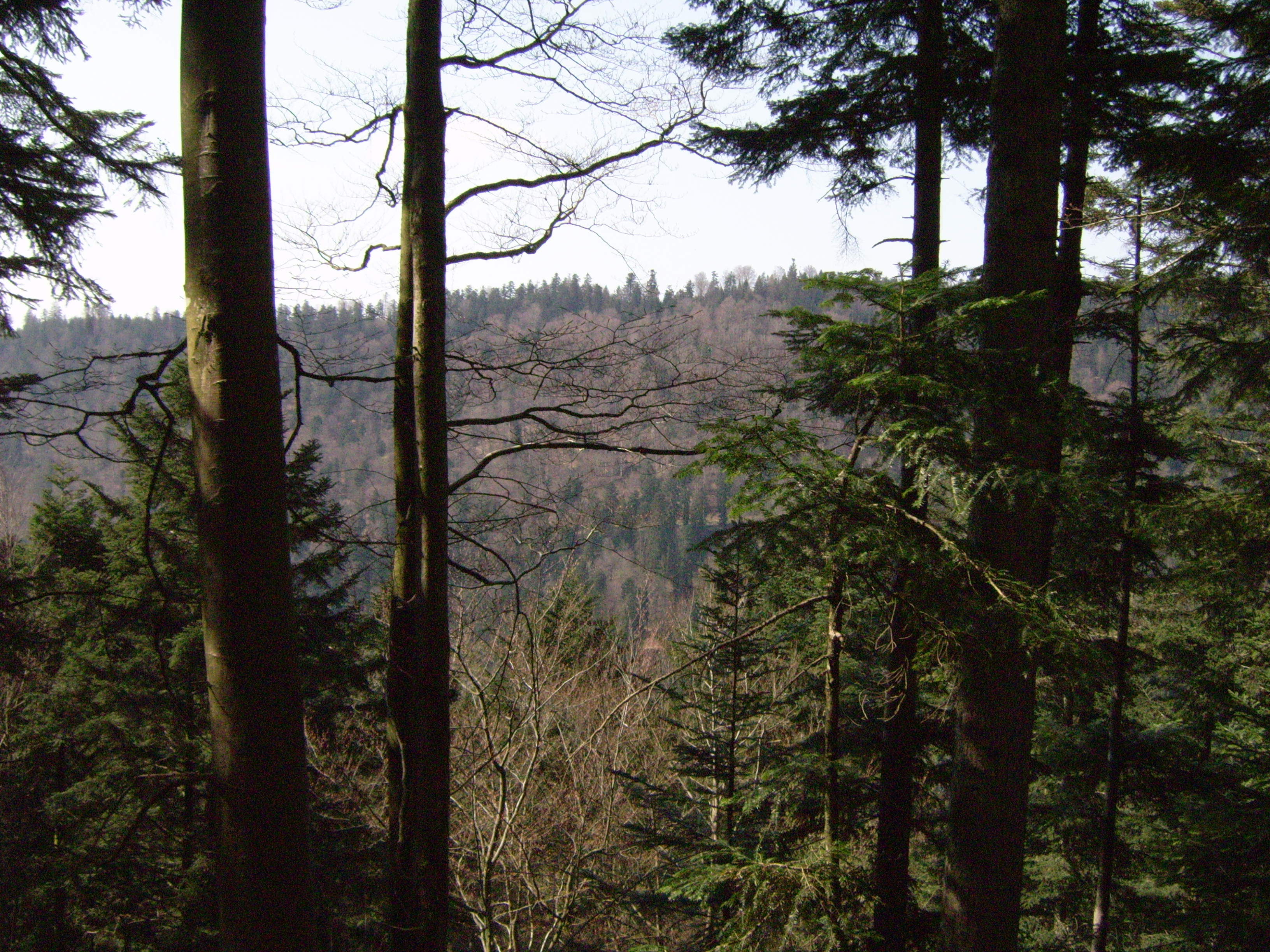
Vallée d'Hérival et bois du Sapenois depuis les Vieilles Abbayes.

La forêt domaniale d'Hérival occupe la vallée supérieure de la Combeauté et les massifs forestiers l'entourant, sur la commune du Val-d'Ajol. Elle couvre une superficie de 485,25 hectares dont une partie boisée de 480,34 hectares et des carrières, éboulis et prairies de 4,91 hectares.
Elle se situe entre 470 mètres d'altitude à la confluence de la Combeauté et du ruisseau du Géhard et 762 mètres sur le plateau sommital du bois du Sapenois. Elle est délimitée par le ruisseau du Géhard au sud, la limite entre les communes du Val-d'Ajol et d'une part le Girmont-Val-d'Ajol et Saint-Étienne-lès-Remiremont à l'est, la limite entre communes du Val-d'Ajol et de Remiremont au nord, par la crête Pierre Nicole - Tête du Champ Carré - Chèvrecôte à l'ouest.
La forêt d'Hérival se divise en deux ensembles de part et d'autre de la vallée de la Combeauté et de l'enclave du prieuré d'Hérival.
La partie au nord de la Combeauté s'accroche à la crête du bois du Sapenois prolongée par la tête du Champ Carré et Chevrecôte en descendant très rapidement vers la vallée avec un dénivelé important. Cette partie est surtout granitique où effleure le grès.
La partie située entre la Combeauté et son affluent en rive gauche le ruisseau du Géhard est plus vaste et plus douce quant au relief, l'altitude y est moins élevée que dans la partie nord atteignant 719 mètres près de la tête des Mozets.
Cette forêt à la particularité de se situer à l'extrême limite du bassin de la mer Méditerranée, touchant la ligne de partage des eaux avec le bassin de la mer du Nord vers la Moselle sur sa partie nord. La Combeauté prend sa source à environ 670 mètres d'altitude à la Croisette d'Hérival sur la commune du Girmont-Val-d'Ajol, elle est alimentée par les gouttes Germandre et de la Folie en rive droite et le ruisseau des Granges en rive gauche avant de confluer avec le ruisseau du Géhard en rive gauche en aval de la forêt d'Hérival.
La forêt domaniale d'Hérival jouxte la forêt communale de Remiremont au nord, la forêt indivise du Val-d'Ajol et du Girmont-Val-d'Ajol au sud, la forêt communale de Saint-Étienne-lès-Remiremont à l'est. La forêt située sur la commune du Girmont-Val-d'Ajol entre l'étang du Villerain et la Croisette d'Hérival constitue la partie non domaniale de la forêt d'Hérival. Les bois du Bosson, de la Vèche et de la Racine ne font pas partie de la forêt d'Hérival même si une certaine continuité existe.

## Géographie administrative
La forêt d'Hérival s'étend sur 2 communes des Vosges :
- Le Val-d'Ajol
- Girmont-Val-d'Ajol

La forêt située entre la tête des Mozets et la Croisette d'Hérival située sur la commune du Girmont-Val-d'Ajol constitue la partie non domaniale de la forêt d'Hérival.

## Géologie

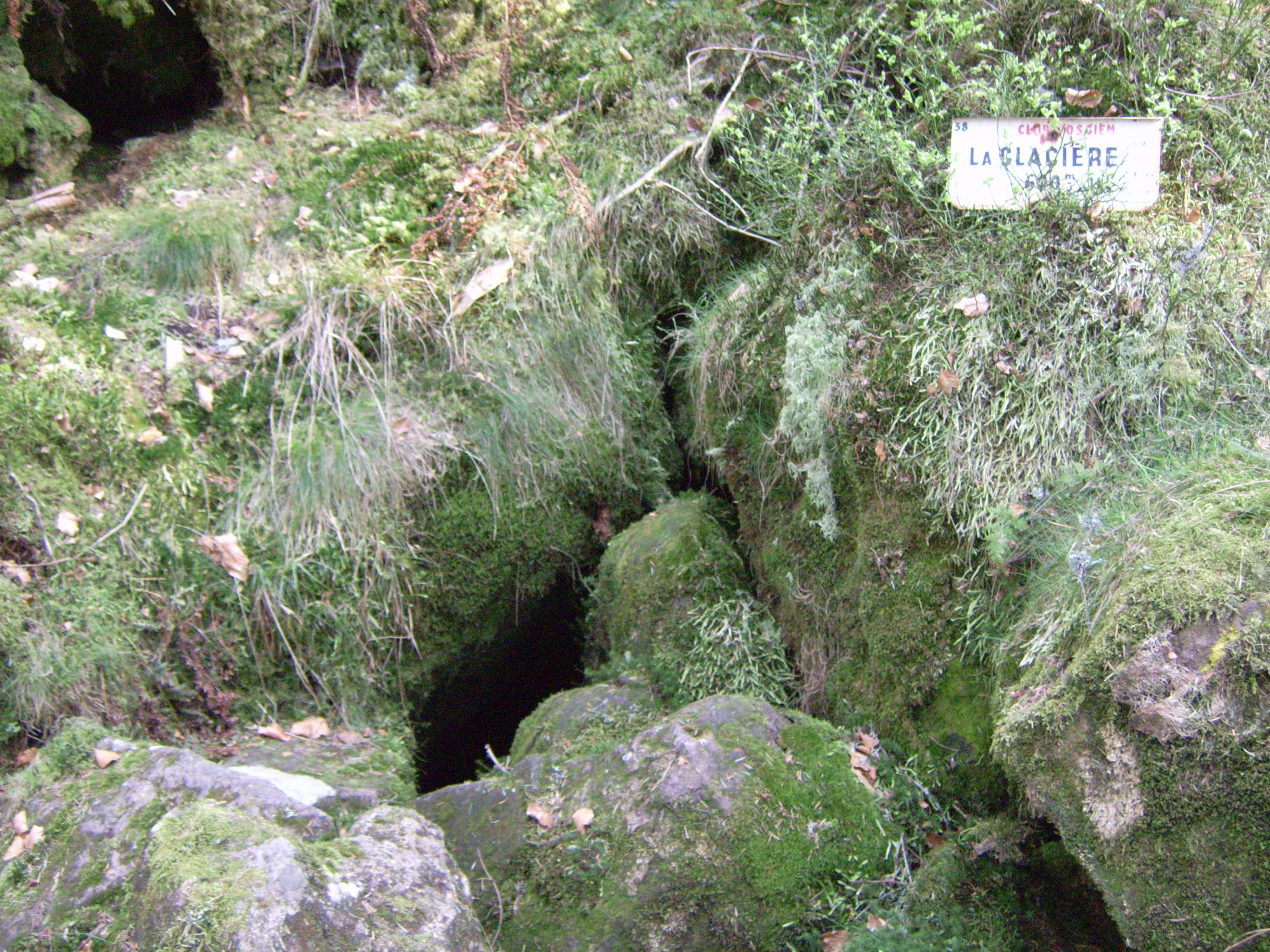
La Glacière en forêt d'Hérival.

L'étang d'Hérival occupe sur un ancien cirque glaciaire où se sont accumulées des alluvions d'âge post-würm composées de galets, sables et limons. Les flancs au nord sont formés d'un granite particulier du Tholy et au sud par des formations primaires du Permien. Le milieu prairial du Breuil en aval est surmonté au nord par un granite de Remiremont et au sud par des formations primaires du Permien.
Dans les rochers, un petite cavité nommée « la Glacière » conserve une température approchant des 5 °C en plein été et peut encore renfermer de la glace jusqu’à la fin du mois de juin. Cette glacière doit dater de la dernière glaciation.
L'épaisseur de la formation pyroclastique atteint 30 m à Hérival. Un important filon de quartz se trouve depuis Faymont jusqu'au Breuil. Les filons de fluorine et de barytine du bois de la Vèche ont été exploitées. Le petit filon d'Hérival, sans aucun intérêt économique, présente la particularité de renfermer de la vanadinite.

## Histoire
La vallée d'Hérival était à l'origine couverte de forêts denses, de broussailles, de ronces et de marécages où rodaient ours bruns, loups, bœufs sauvages et élans. Les moines vivaient toutefois en harmonie avec cette nature. Ils se nourrissaient de plantes et de racines.
Les moines furent les premiers défricheurs de cette contrée durant le Moyen Âge. Au XIIIe siècle, ils  drainèrent les marécages, défrichèrent les forêts pour en faire des  prairies  pour  l’élevage, créèrent des étangs empoissonnés, puis possédèrent du bétail.
Les vestiges des anciennes abbayes se situent dans la forêt sur le plateau à environ 680 mètres d'altitude et datent du XIe siècle. Cet endroit fut le lieu originel du prieuré et l'on peut encore distinguer des salles grâce aux restes de pans de murs. Les ruines se situent au bord du sentier des Vieilles Abbayes.
Hérival était sous l'Ancien Régime une communauté du bailliage de Remiremont. Érigée en commune à la Révolution, elle dépend du canton de Plombières, district puis arrondissement de Remiremont. En 1832, Hérival est rattachée à la commune du Val-d'Ajol.
Par décret du 16 décembre 1869, la section d'Hérival forme, avec les sections de Girmont et de Méreille, la commune de Girmont-Val-d'Ajol, à la demande des quelque huit-cents habitants de ces hameaux, souhaitant une indépendance communale et paroissiale pour des raisons d'ordre administratif et de culte. La vallée de la Combeauté avec le Bas d'Hérival, le Breuil et le prieuré d'Hérival ainsi que la forêt domaniale sont demeurés au Val-d'Ajol.
Au Second Empire (1852-1870), en lieu et place du Chalet de l'Empereur actuel, existait une construction d’un étage où Napoléon III invitait ses sujets à profiter de la nature avoisinante. Cette dernière ayant brûlé, seule la table en grès située dans le Chalet de l’Empereur serait d'origine.
La vallée et la forêt d'Hérival ont été des lieux touristiques fréquentées depuis le XIXe siècle notamment par les curistes et touristes en Villégiature de Plombières-les-Bains qui se rendaient, en passant par la cascade de Faymont et la vallée des Roches en aval, au Breuil et au Chalet de l'Empereur, à la cascade du Géhard et à l'ancien prieuré d'Hérival.

## Faune et flore

### Flore

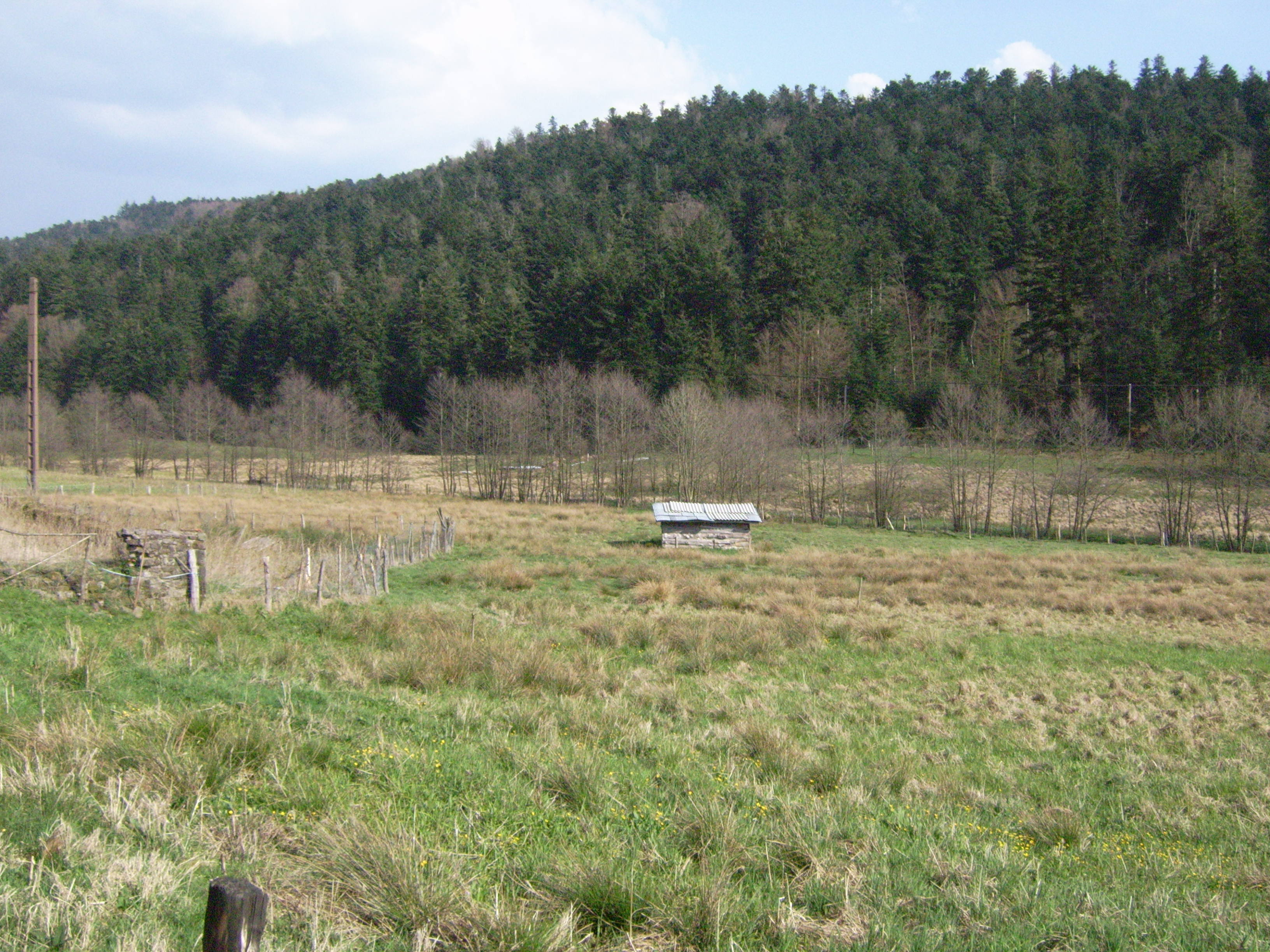
Prairie du Breuil dans la vallée de la Combeauté.

La forêt d'Hérival abrite des essences d'arbres diversifiées, avec une prépondérance de résineux et présence ponctuelle de feuillus. La partie boisée de la forêt domaniale est composée de sapin pectiné (80%), hêtre (13%), épicéa commun (6%) et autres feuillus.
Le climat est semicontinental à influence montagnarde.
L'ONF procède au renouvellement progressif des peuplements par l'utilisation d'une technique sylvicole de régénération respectant les classes d'âge. Elle permet de maintenir un équilibre entre arbres jeunes et âgés.
Hérival abrite des milieux humides, notamment autour des étangs d'Hérival et dans la vallée de la Combeauté au Breuil, mais également dans la forêt avec les nombreux ruisseaux.
Le complexe prairial du Breuil et d'Hérival figure à l’inventaire des espaces naturels sensibles du Conseil départemental des Vosges sur une superficie de 6,5 hectares. L'ensemble prairial est délimité par la carrière du Breuil d'un côté et une plantation de résineux de l'autre côté.
De longue date, ces prairies de fond de vallée glaciaire sont reconnues pour leurs richesses végétales.
Au Moyen Âge, après avoir défriché les lieux, les moines se servaient des plantes qu’ils trouvaient, pour se soigner ou  simplement pour s’alimenter.
On retrouve dans la vallée de la Combeauté la Jonquille, la Bistorte, la Linaigrette à feuilles étroites, la Reine-des-prés, l'Orchis tacheté. On retrouve dans les bois le Polypode commun ou Réglisse des bois, la Fougère pectinée, la Fougère-aigle, le Lycopode à rameaux annuels.

### Faune

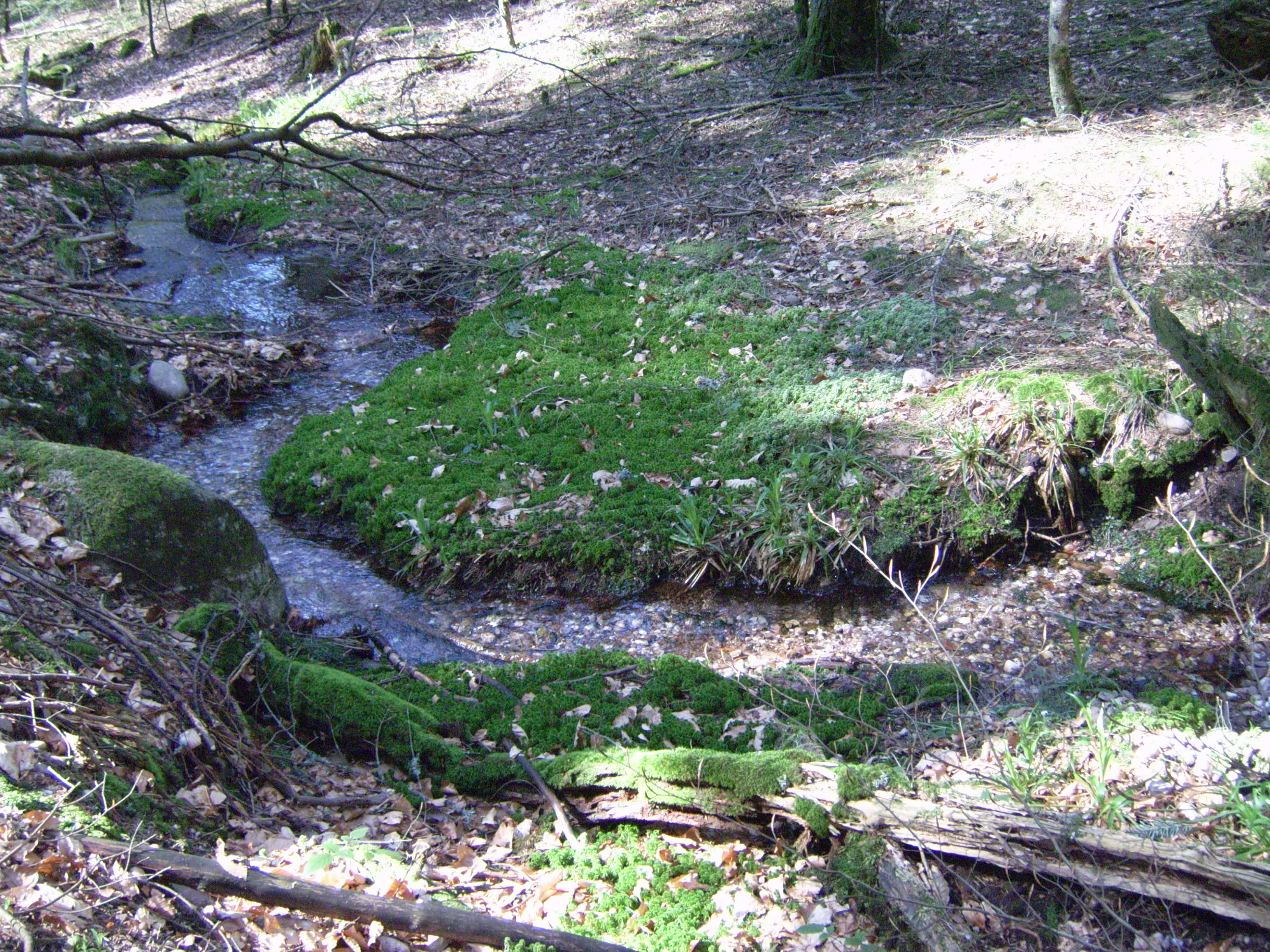
Ruisseau en forêt d'Hérival.

La faune est diversifiée avec des espèces communes et plus rares de mammifères, oiseaux, insectes et batraciens.
On retrouve en forêt d'Hérival le Grand Tétras ou Grand coq de bruyère. La forêt présente une forte proportion d'habitat favorable à très favorable pour l'espèce.
Plusieurs espèces de chauves-souris protégées comme l’Oreillard gris, le Petit rhinolophe se trouvent dans les cavités rocheuses. Les scientifiques du Conservatoire des Sites Lorrains ont inventorié les insectes aquatiques et ont recensé 8 espèces d’éphéméroptères, 8 espèces de plécoptères et 21 espèces de trichoptères autour de la Combeauté.
L’étang d’Hérival a été créé au XVe siècle. Son premier but aurait été de soutenir le débit estival de la Combeauté pour permettre le travail des moulins. Il permettait également de fournir du poisson. Aujourd'hui encore, les étangs sont gérés en pisciculture extensive. Les associations de pêche y élèvent des carpes, gardons, tanches...

### La chasse
Les accotements sont régulièrement élagués afin de préserver la faune entomologique et de mieux sécuriser les lignes de tirs lors des chasses.

## Gestion forestière

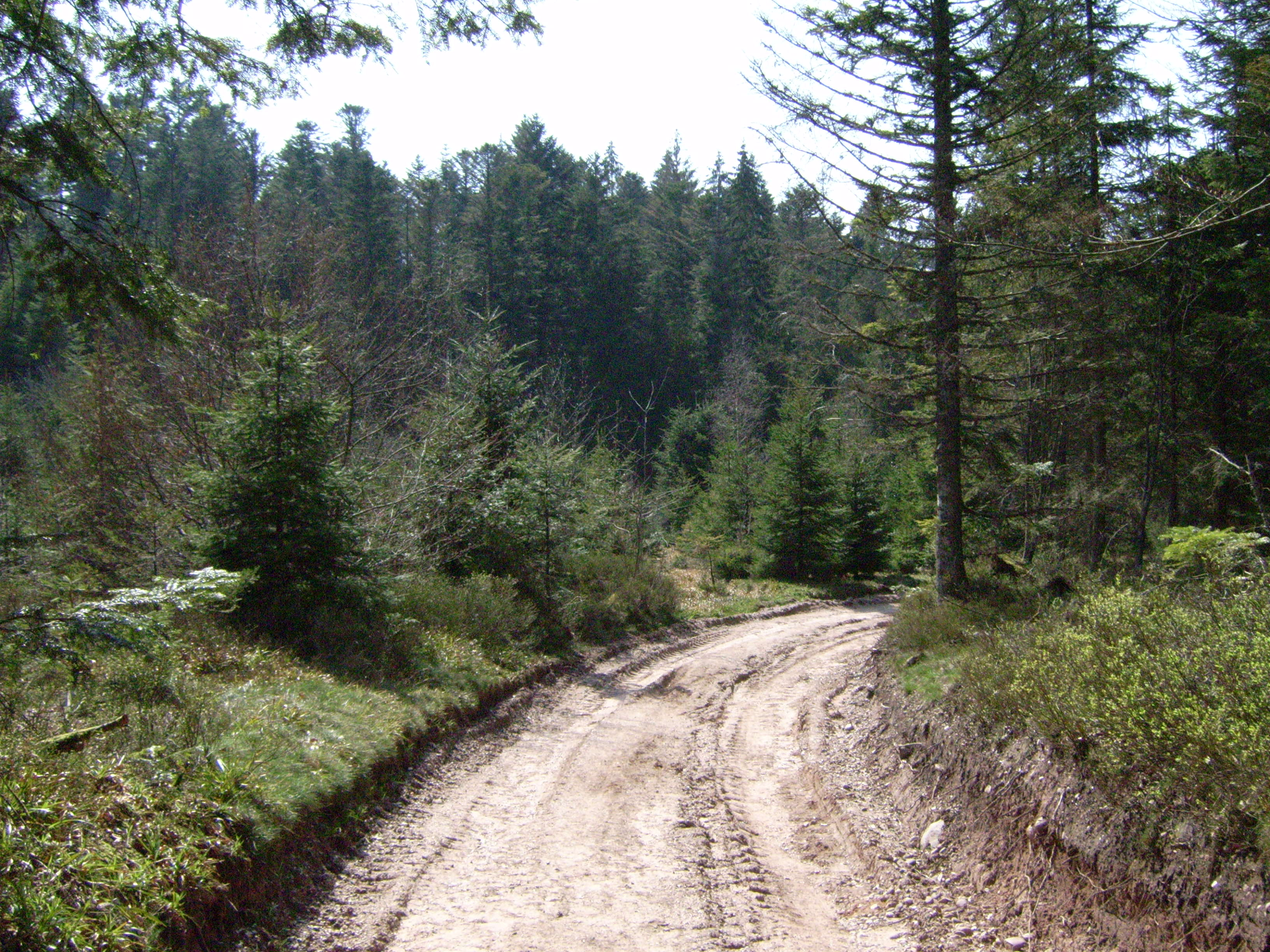
Chemin en forêt d'Hérival.

L'ONF a pour mission d'assurer la pérennité du massif grâce à son entretien tout en garantissant un développement durable. Elle se doit de concilier l'intérêt sylvicole avec l'intérêt du public. Son principal objectif est l'accueil du public, comme toutes les forêts dites périurbaines. Elle assure par ailleurs une mission de production de bois, dont la vente aux exploitants forestiers couvre partiellement le financement de l'entretien et de la préservation du massif.
La gestion forestière prend aujourd'hui en compte le développement durable, c'est-à-dire les enjeux biologiques et écologiques, ce qui n'était pas le cas il y a seulement trente ans. Plus spécifiquement dans le massif, les milieux écologiques spécifiques comme les mares sont protégées.

## Gestion administrative
En forêt domaniale, le massif est la propriété de l'État français, qui en délègue la gestion à l'office national des forêts. L'État assure le financement de l'entretien mais les collectivités locales sont également associées aux décisions. La forêt dispose de la maison forestière du Breuil qui existe depuis plus d'un siècle.
Le Conseil départemental des Vosges participe également à l'effort financier.
Les subventions couvrent pour une large part les nécessaires équipements destinés à l'accueil du public ainsi que les travaux d'aménagement et de réfection des routes forestières.
Les forêts d'Hérival et du Val-d'Ajol sont un site Natura 2000 sur une superficie totale de 1 098,2 hectares dont 351,7 hectares pour la forêt domaniale d'Hérival, 737,1 hectares de forêts communales et 9,4 hectares de forêts privées.

## Aménagement

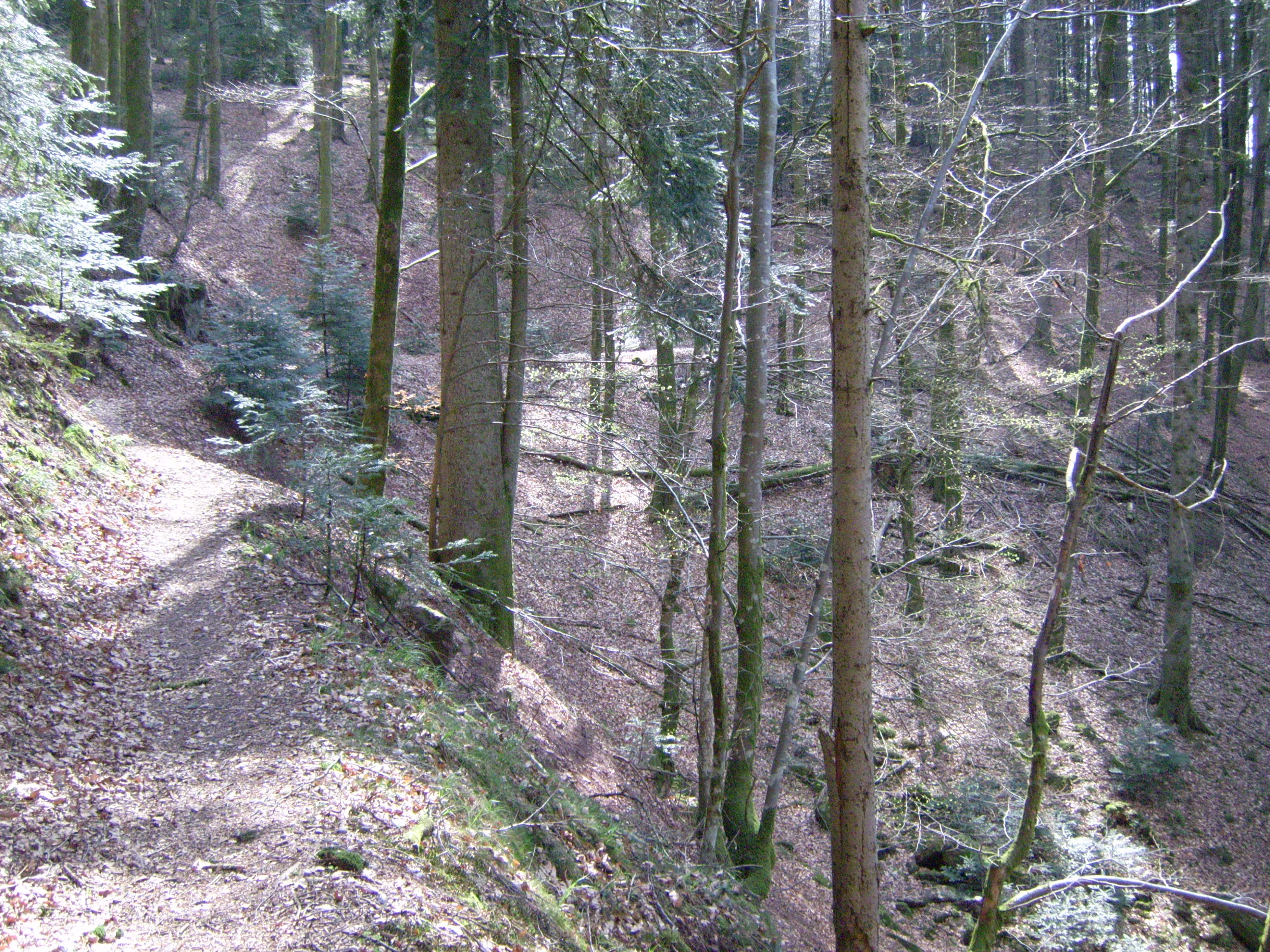
Sentier des Vieilles Abbayes.

La forêt d'Hérival dispose du kiosque du Chalet de l'Empereur au Breuil, du chalet forestier des Belges en amont dans la forêt, ainsi que d'une aire aménagée de stationnement et de pique-nique à la cascade du Géhard.

## Sociologie
La forêt d'Hérival, située à proximité de l'agglomération de Remiremont et des villes du Val-d'Ajol et Plombières-les-Bains, est un lieu apprécié des habitants du secteur pour la détente et le sport.

## Lieux remarquables
- Prieuré d'Hérival
- Étangs d'Hérival
- Ruines des Vieilles Abbayes
- Cascade du Géhard
- Cascade de Faymont
- Glacière
- Roche fendue
- Vallée des Roches
- Chalet de l'Empereur
- Fontaine des Belges
- Source des Tanchottes
- Croix Notre-Dame